# 蟹江町立舟入小学校
蟹江町立舟入小学校（かにえちょうりつ ふないりしょうがっこう）は、愛知県海部郡蟹江町にある公立小学校。

## 校区
蟹江町南部にあり、宝1丁目の一部、宝2丁目の一部、宝3丁目の一部、舟入1-4丁目が校区である。公立中学校の場合の進学先は蟹江町立蟹江中学校である。

## 沿革
舟入小学校は創立年を1936年（昭和11年）としているが、これは蟹江尋常高等小学校舟入分教場が舟入尋常小学校として独立した年である。ここではそれ以前についても記述する。
- 1873年（明治6年）11月 - 第二十九番小学静泰学校として開校する。
- 1876年（明治9年）8月 - 舟入学校に改称する。
- 1879年（明治12年）12月 - 海東郡第六十番小学舟入学校に改称する。
- 1886年（明治19年）4月 - 尋常小学舟入学校に改称する。
- 1887年（明治20年）4月 - 尋常小学蟹江学校に統合され、尋常小学蟹江学校の分教場となる。
- 1892年（明治25年）11月 - 蟹江尋常小学校から独立し、舟入尋常小学校となる。
- 1909年（明治42年）11月 - 蟹江尋常小学校と舟入尋常小学校が統合され、蟹江尋常高等小学校となる。舟入尋常小学校校舎は蟹江尋常高等小学校舟入仮教場となる。
- 1912年（明治45年）2月 - 蟹江尋常高等小学校舟入分教場に改称する。
- 1936年（昭和11年）4月1日 - 蟹江尋常高等小学校から独立し、舟入尋常小学校となる。
- 1941年（昭和16年）4月1日 - 舟入国民学校に改称する。
- 1947年（昭和22年）4月1日 - 蟹江町立舟入小学校に改称する。
- 1957年（昭和32年）5月 - 新校舎（プレキャストコンクリート造）が完成する。
- 1959年（昭和34年）7月 - プールが完成する。
- 1977年（昭和52年）7月 - 新プールが完成する。
- 1980年（昭和55年）4月 - 管理棟、屋内運動場が完成する。
- 1985年（昭和60年）3月 - 新校舎（鉄筋コンクリート造）が完成する。

## 交通アクセス
- お散歩バスグリーンコース「舟入1丁目交差点南」バス停より徒歩約5分。　※月～土曜日運行
- 飛島公共交通バス蟹江線「月見橋」バス停より徒歩約3分。
- 近鉄名古屋線近鉄蟹江駅下車、徒歩約22分。

## 周辺施設
- 蟹江町立新蟹江小学校
- 蟹江舟入郵便局